# Fosfogluconato 2-deidrogenasi
La fosfogluconato 2-deidrogenasi è un enzima appartenente alla classe delle ossidoreduttasi, che catalizza la seguente reazione:
6-fosfo-D-gluconato + NAD(P)+ ⇄ 6-fosfo-2-deidro-D-gluconato + NAD(P)H + H+